# Илич, Саня
Александар «Саня» Илич (серб. Aleksandar Sanja Ilić / Александар Сања Илић; 27 марта 1951, Белград, ФНРЮ — 7 марта 2021) — сербский эстрадный композитор и музыкант-клавишник. Сын композитора Миодрага Илича. Правнук геолога Йована Жуйовича.

## Биография
Начал сочинять музыку ещё подростком; песня, написанная 12-летним Саней Иличем на стихи Душко Радовича, постоянного соавтора его отца, была исполнена популярным исполнителем для детей Драганом Лаковичем. В 16 лет он сочинил песню «Бай, бай, бай», которая была позже исполнена Бисерой Велетанлич на национальном отборе на Евровидение 1976 от Югославии, заняв в итоге третье место. В 1971—1975 годах играл в основанной им группе Сан. Окончил факультет архитектуры Белградского университета.
В 1982 г. песня Илича «Хало, хало» выиграла югославский национальный отбор, и специально созданное женское вокальное трио «Аска» выступило с этой песней на Евровидении-1982, заняв 14-е место.
В 80-е годы сотрудничал с клавишником Слободаном Марковичем в рамках инструментального электронного проекта Sanja & Sloba, выпустившего только один альбом.
В 1998 г. Илич основал группу «Балканика», в 2018 году она представит Сербию на конкурсе Евровидение-2018 с песней «Нова деца».
Скончался 7 марта 2021 года от последствий коронавируса.

## Награды
- Золотая медаль «За заслуги» (2021, посмертно, Сербия)[4].